# Enrique Epaminondas Pescarmona
Enrique Epaminondas Pescarmona (Turín, Piamonte, Italia, 29 de julio de 1883 - Mendoza, Argentina, 28 de junio de 1947) fue un empresario y técnico mecánico de origen italiano que fundó y dirigió la empresa multinacional argentina Industrias Metalúrgicas Pescarmona Sociedad Anónima (IMPSA).

## Biografía
El 29 de julio de 1883, Enrique Epaminondas Pescarmona nació en la ciudad de Turín en la región del Piamonte italiano. Sus padres Luigi y Olimpia Bosco eran originarios del pueblo Costigliole d'Asti en la misma región. Enrique era el quinto de seis hermanos. En 1896 falleció su madre Olimpia. Luigi volvió a casarse y tuvieron otros dos hijos más.
En 1903, su padre le pidió que acompañara a Benvenuta, su hermana mayor, a Argentina donde esta iba a casarse con Angelo Perone, otro italiano de Novara que emigró a Mendoza. Luigi pidió a su hijo que permaneciera allí el tiempo que fuese necesario. En vez de regresar a Italia, Pescarmona decidió establecerse en Mendoza.
En 1908, tras la muerte de su padre Luigi, Pescarmona trajo a sus hermanos Irene y Olimpia de Italia.
Años más tarde Pescarmona se casó con Enrichetta Remolard. El 7 de julio de 1919 Nació su primer hijo Luis Menotti Pescarmona y en poco tiempo el matrimonio tuvo tres hijos más; Iris, Mario Oscar y Lidia.
Enrique Epaminondas Pescarmona falleció el 28 de junio de 1947 a los 63 años. Sus hijos se hicieron cargo de IMPSA.

## Carrera
Pescarmona comenzó a trabajar en la empresa de su padre a los trece años. Dos años más tarde sobre el trabajo del hierro y acero en la fundición de los Hermanos Braconi. En paralelo cursó sus estudios de técnico mecánico por las noches en la escuela técnica Elli Zerboni. Posteriormente gestiono su propio taller en Turín donde daba servicio a la incipiente industria automovilística de Italia.
Después de mudarse a Argentina, empezó a trabajar en la fundición de los hermanos Casale, que también eran italianos. En 1907 inició su primera industria propia, fundando en Godoy Cruz, Mendoza, empleando a otros italianos, los Talleres Metalúrgicos Pescarmona. Inicialmente fabricaron compuertas de metal para la industria vinícola y fueron expandiendo sus actividades progresivamente a otras áreas.
los talleres tuvieron que cerrar unos años en 1930 tras la Gran Depresión, pero en 1936, Pescarmona que ya se consideraba a sí mismo "el abuelo de los industriales metalúrgicos", volvió a levantar la empresa con la ayuda de sus hijos, bajo el nuevo nombre de Pescarmona Hermanos y Compañía.
En 1965 Pescarmona fundó la actual IMPSA (Industrias Metalúrgicas Pescarmona Sociedad Anónima) que se expandió internacionalmente en los años 70 y 80 y siguió creciendo hasta consolidarse como una gran empresa internacional.